# 2,5-furaandicarbonzuur
2,5-furaandicarbonzuur (afgekort als FDCA) is een dicarbonzuur, afgeleid van furaan. Het is een wit kristallijn poeder dat vrijwel onoplosbaar is in water.

## Synthese
2,5-furaandicarbonzuur kan bereid worden uit fructose of glucose via dehydratie tot 5-hydroxymethylfurfural (HMF), dat katalytisch geoxideerd wordt tot FDCA. De oxidatie kan ook langs biologische weg plaatsgrijpen, met een enzym als katalysator.
De stof werd voor het eerst bereid door Wilhelm Rudolph Fittig en Heinzelmann in 1876.

## Toepassingen
Tegenwoordig winnen 2,5-furaandicarbonzuur en esters ervan aan belang als potentiële groene bouwstenen voor polyesters en andere polymeren, aangezien ze uit hernieuwbare biomassa kunnen verkregen worden. Dergelijke polyester, polyethyleenfuranoaat (PEF), kan een alternatief zijn voor polyethyleentereftalaat (pet). 2,5-furaandicarbonzuur is ook een intermediair bij de synthese van onder andere farmaceutische stoffen, landbouwchemicaliën en antibacteriële stoffen. Het grootschalig gebruik van 2,5-furaandicarbonzuur wordt nog belemmerd door het gebrek aan een economisch productieproces van FDCA op industriële schaal. De oxidatie van HMF is weinig selectief en levert naast 2,5-furaandicarbonzuur ook veel nevenproducten op. Er wordt daarom veel onderzoek gedaan naar betere, selectieve katalysatoren en geschikte reactieomstandigheden voor de productie van 2,5-furaandicarbonzuur.

## Avantium
De Nederlandse firma Avantium heeft een zogenaamde YXY-technologie ontwikkeld voor de productie van 2,5-furaandicarbonzuur en is van plan om PEF te produceren voor drankflessen (in plaats van petflessen) en dergelijke, onder meer voor Coca-Cola, evenals andere polymeren zoals polyurethanen of polyamiden op basis van 2,5-furaandicarbonzuur. Avantium nam hiervoor in 2011 een pilotinstallatie in gebruik op de Chemelotsite in Geleen. Avantium wil samen met BASF een fabriek van 50.000 ton/jaar bouwen te Antwerpen. Het bedrijf ging 15 maart 2017 naar de AEX en haalde aldaar 103 miljoen euro kapitaal op.